# Donald Cammell
Donald Seton Cammell (Edimburgo, 17 gennaio 1934 – Hollywood, 24 aprile 1996) è stato un regista britannico.
Gode di una reputazione "di culto" grazie al suo film di debutto, Sadismo (1970), diretto insieme a Nicolas Roeg.

## Biografia
Nacque a Edimburgo, in Scozia, figlio del poeta e scrittore Charles Richard Cammell. Cammell senior scrisse una biografia di Aleister Crowley concentrandosi principalmente sull'opera poetica dell'occultista, e Crowley, che per un certo periodo abitò accanto ai Cammell, conobbe il giovane Donald. Donald fu un bambino prodigio e un ritrattista, e grazie alle conoscenze di famiglia divenne un esponente di spicco della scena della Swinging London degli anni sessanta, in particolare di quella che acquisì notorietà come "Chelsea Set".
Cammell ebbe un ruolo fondamentale nella realizzazione di Performance. Per scrivere la sceneggiatura, attinse sia alla sua conoscenza del sottobosco londinese degli anni sessanta sia all'amicizia con i musicisti pop dell'epoca. Collaborando con Roeg, Cammell si concentrò sul lavoro con gli attori e si assunse la gravosa responsabilità del lungo montaggio del film in California, mentre il produttore Sanford "Sandy" Lieberson e il co-regista Roeg erano già impegnati in altri progetti.
Nei primi anni settanta lavorò con il regista underground Kenneth Anger, interpretando Osiride nel cortometraggio Lucifer Rising.
Dopo Performance Cammell non riuscì a produrre altri film fino a Generazione Proteus, nel 1977, impressionante sotto l'aspetto visivo, ma in tono minore. Verso la metà degli anni '80 Cammell diresse video musicali per artisti come gli U2 e i The Hooters. Nel 1987 realizzò un thriller eccentrico, L'occhio del terrore, lavoro che ottenne le lodi del suo amico/nemico di sempre, Marlon Brando, il quale nel 1988 salvò il film dalla classificazione "X" scrivendo una lettera alla Motion Picture Association of America nella quale metteva in evidenza il valore artistico del film, aiutando la pellicola ad ottenere la valutazione "R".
Il suo quarto film in 25 anni, Il tocco del diavolo (1995), gli venne sottratto in fase di post-produzione dai produttori, i quali decisero di rimontarlo per poi distribuirne una versione difforme da quella voluta dal regista/sceneggiatore scozzese. La diatriba produttiva gettò nello sconforto Cammell, il quale si suicidò con un colpo di fucile nella sua casa di Hollywood, California il 23 aprile del 1996: secondo la moglie China Kong, la ferita non lo uccise immediatamente e lui chiese uno specchio per guardarsi morire (l'argomento è trattato come controverso nella biografia di Cammell).
Nel 2005 è stato pubblicato un romanzo, Fan-Tan, il cui soggetto nacque da un'idea di Cammell insieme all'attore Marlon Brando.
Nel 2010 Keith Richards, membro dei Rolling Stones e compagno dell'attrice Anita Pallenberg al tempo delle riprese di Sadismo, ha pubblicato Life, la propria autobiografia. All'interno del testo il musicista britannico rivolge dure parole a Cammell, definendolo "un ruffiano, un intrallazzatore di orge e ammucchiate a tre - e aveva un fare da magnaccia [...]", e un "decadente parassita della famiglia Cammell [...], un uomo molto attraente, una mente affilatissima ma letale come il vetriolo."

## Filmografia

### Regista

#### Cinema
- Sadismo (Performance), co-regia Nicolas Roeg (1970)
- Generazione Proteus (Demon Seed) (1977)
- L'occhio del terrore (White of the Eye) (1987)
- Il tocco del diavolo (Wild Side) (1995)
- The Argument (1999) - cortometraggio

#### Videoclip
- U2: Pride (In the Name of Love) (1984)
- The Hooters: All You Zombies (1985)
- U2: Love Is Blindness (1993)

### Sceneggiatore
- Duffy, il re del doppio gioco (Duffy), regia di Robert Parrish (1968)
- Le toccabili (The Touchables), regia di Robert Freeman (1968)
- Sadismo (Performance), co-regia Nicolas Roeg (1970)
- Tilt, regia di Rudy Durand (1979)
- L'occhio del terrore (White of the Eye) (1987)
- Il tocco del diavolo (Wild Side) (1995)
- RPM, regia Ian Sharp (1997)
- The Argument (1999) - cortometraggio

### Attore
- La collezionista (La collectionneuse), regia di Éric Rohmer (1967) (non accreditato)
- Lucifer Rising, regia di Kenneth Anger (1972) (non accreditato) - cortometraggio